# أدريان كورتويس
أدريان كورتويس (بالفرنسية: Adrien Courtois)‏ هو منافس ألعاب قوى فرنسي، ولد في 28 نوفمبر 1905 في نانسي في فرنسا، وتوفي في 29 يناير 1981.

## وصلات خارجية
- أدريان كورتويس على موقع أوليمبيديا (الإنجليزية)